# Stevo Glogovac
Stevan „Stevo” Glogovac (în sârbă: Стеван "Стево" Глоговац; n. 9 ianuarie 1973, Bileća⁠(d), Iugoslavia) este un fost jucător de fotbal sârb din Bosnia, antrenor profesionist și în prezent manager. 

## Carieră fotbalistică
Stevo Glogovac s-a născut în Bileća, Republica Socialistă Bosnia și Herțegovina. A debutat pentru clubul local FK Hercegovac Bileća în 1990. Datorită începutului războiului din Bosnia, s-a mutat în Serbia unde a început să joace la FK Zvezdara. În 1997, a jucat în Prima Ligă a Serbiei și Muntenegrului pentru clubul FK Rad, unde a avut o evoluție foarte bună și a fost transferat la marea campioană europeană și mondială din 1991, Steaua Roșie Belgrad. Cu Steaua Roșie a câștigat două Campionate, în sezoanele 1999/2000 și 2000/2001, și două Cupe naționale, în 2000 și 2002. În 2002, a mers în Rusia și a jucat la FC Anji Mahacikala, dar, în ianuarie 2003, a revenit iarăși în Serbia, de această dată pentru a juca pentru FK Zemun. După două sezoane la Zemun, s-a mutat, în ianuarie 2006, la FK Bežanija. În vara anului 2007 a semnat cu un alt club, FK Voždovac din Belgrad, unde a jucat ultimul său sezon înainte de retragerea sa. 

## Carieră de antrenor
În 2009, a început să lucreze ca antrenor profesionist al echipei FK Palilulac care a jucat în Liga Sârbă din Belgrad (Srpska liga Beograd). La începutul anului 2010 a părăsit clubul, din cauza mai multor probleme, atât în cadrul echipei cât și a conducerii. 

## Viață privată
Fratele mai mare al lui Stevo, Dragan, a fost, de asemenea, un fotbalist profesionist. 